# Monsieur Verdoux
A Monsieur Verdoux Charlie Chaplin 1947-es  fekete komédiája. A filmet Charlie Chaplin írta és rendezte. Ő szerezte a film zenéjét, és ő alakítja a főszerepet. A film Chaplin első olyan filmje, amelyben már nem „a csavargó” szerepét alakítja. A film abból is különleges volt, hogy Chaplin négy személyt alakít benne. Chaplinnek ez volt a második hangosfilmje. Magyarországon 1948 szeptemberében mutatták be.
A felvételeket Franciaországban forgatták.
Az Orson Welles ötlete alapján készült film forgatókönyvét Henri-Désiré Landru nőgyilkos esete ihlette.

## Cselekmény
A filmben Chaplin négyes szerepet alakít.
A film az 1930-as évek Franciaországában, a nagy gazdasági világválság idején játszódik, és Henri Verdoux munkanélkülivé váló, volt banki alkalmazott és szociopata pénzkereseti módszerei történetét meséli el. 
Bár Verdoux lojális és hozzáértő volt a banki munkájában, a gazdasági válság kitörésekor kirúgták. Hogy eltartsa magát, feleségül vesz vagy kapcsolatba lép idős, gazdag özvegyasszonyokkal, eltulajdonítja a pénzüket, és végül megöli őket. A cselekmény legelején a Couvais család egyik tagja esik áldozatául, később egy másik, Lydia Floray nevű, nem túl szimpatikus özvegyasszony. A rablásokból származó pénzt arra használja, hogy „igazi”, fogyatékos feleségét, Monát és közös fiukat eltartsa, hogy gondtalan és boldog életet élhessenek vidéken. Mona semmit sem tud a tetteiről, de panaszkodik, hogy Verdoux-nak mindig olyan gyorsan el kell mennie. Verdoux mindig jól öltözött, úriemberként jelenik meg, aki valójában meggyőződéses pacifista és vegetáriánus, és még a kis hernyókat sem hajlandó halálra rugdosni, miközben legújabb áldozatát hamuvá égeti a sütőben.
Barátjától, a tudós Maurice Bottellótól Verdoux egy új méregről szerez tudomást: gyors, halálos, fájdalommentes, ráadásul valószínűleg nem is mutatható ki az áldozat szervezetében. Verdoux összeállítja a mérget, és ki akarja próbálni egy szegény lányon, aki épp most szabadult a börtönből, és véletlenül találkozott vele az utcán. A mérget egy borospohárba keveri, amit a lánynak ad. A beszélgetés során azonban Verdoux egyre jobban szimpatizál a fiatal lánnyal, és felfedezi benne az élni akarást, ezért kicseréli a borospoharat, és pénzt ad neki. Verdoux később a mérgezett bort inkább Morrow nyomozóval próbálja ki, aki idáig követte a sorozatgyilkost a nyomozása során, és most tizenkét rendbeli gyilkosság miatt akarja letartóztatni. A méreg valóban nem kimutatható, és Morrow nyomozó halálát szívrohamnak nyilvánítják.
Verdoux kísérletei, hogy meggyilkolja hisztérikus „feleségét”, Annabelle Bonheur-t, aki azt hiszi, hogy ő egy hajóskapitány, mind kudarcba fulladnak. Annabelle szobalánya, Annette a mérget hajlakknak használja, és ezt követően minden haja kihullik. Egy másik özveggyel, Marie Grosnaryval azonban Verdoux próbálkozásai hosszú, agresszív udvarlás után sikerrel járnak. Kettejüket eljegyzik, de Marie és Verdoux esküvőjén, az utóbbi szerencsétlenségére, Annabelle Bonheur is megjelenik, és ez Verdoux-t arra kényszeríti, hogy elmeneküljön az esküvőről. A rendőrség azonban már ismeri Verdoux külsejét, és Kékszakállúként azonosította.
Egy tőzsdei összeomlás után Monsieur Verdoux szinte az egész vagyonát elveszíti, amit részvényekbe fektetett. Nem sokkal később Verdoux valódi felesége és gyermeke is meghal. 
A megtört, öregedő Verdoux visszavonul a „szakmájától”, és a következő éveket úgy tölti, hogy a rendőrség nem bukkan rá. Egy nap újra találkozik azzal a lánnyal, akit egykor meg akart mérgezni. Azóta egy fegyvergyáros szeretője lett, aki a második világháború miatt hatalmas pénzeket keres. Verdoux keserűen döbben rá, hogy a fegyveripar talán jobb szakma lett volna számára. Egy étteremben a fiatal nővel folytatott beszélgetésen megborzong. Az étteremben Verdoux-t felismeri a Couvais család két tagja, akiknek a húgát egykor megölte. Végül Verdoux hagyja, hogy a rendőrség elfogja. A tárgyaláson úgy védekezik, hogy tettei nem rosszabbak, mint az üzletemberek és katonák mindennapi munkája, akik szintén ölnek a háborúban vagy a kapitalizmusban. Verdoux-t, aki a sírkövéről mesélte el történetét a közönségnek, végül 1940-ben kivégzik.

## Szereplők
- Charlie Chaplin - Henri Verdoux - Alias Varnay - Alias Bonheur - Alias Floray
- Mady Correll - Verdoux felesége, Mona
- Allison Roddan - Verdoux fia, Peter
- Robert Lewis - Barát, Maurice Bottello
- Audrey Betz - Felesége Martha
- Martha Raye - Annabella Bonheur
- Ada May - Annabella Bonheur szobalánya, Annette
- Isobel Elsom - Marie Grosnay
- Marjorie Bennett - szobalány
- Helene Heigh - Yvonne, Marie barátja
- Margaret Hoffman - Lydia Floray
- Marilyn Nash - A lány
- Irving Bacon - Pierre Couvais
- Edwin Mills - Jean Couvais
- Virginia Brissac - Carlotta Couvais
- Almira Sessions - Lena Couvais
- Eula Morgan - Phoebe Couvais
- Bernard Nedell - Rendőrségi prefektus
- Charles Evans - Morrow nyomozó
- William Frawley - Jean La Salle
- Arthur Hohl - Ingatlanügynök
- Barbara Slater - Virágüzletes
- Fritz Leiber - Fareaux atya
- Vera Marshe - Mrs. Vicki Darwin
- John Harmon - Joe Darwin
- Christine Ell - Louise, a szobalány
- Lois Conklin - Virágüzletes
- Richard Abbott - Védőügyvéd
- Warren Ashe - Vendég a partin
- Gertrude Astor - Vendég a partin
- Ralph Brooks - Ügyfél a kávézóban
- Wheaton Chambers - Gyógyszerész
- Paul Newlan - Vendég a partin
- Barry Norton - Vendég a partin
- Albert Petit - Tanú
- Wilbur Mack - Vendég a partin

## Fordítás
- Ez a szócikk részben vagy egészben  a   Monsieur Verdoux – Der Frauenmörder von Paris című német Wikipédia-szócikk fordításán alapul.  Az eredeti cikk szerkesztőit annak laptörténete sorolja fel. Ez a jelzés csupán a megfogalmazás eredetét és a szerzői jogokat jelzi, nem szolgál a cikkben szereplő információk forrásmegjelöléseként.
- Ez a szócikk részben vagy egészben  a   Monsieur Verdoux című spanyol Wikipédia-szócikk fordításán alapul.  Az eredeti cikk szerkesztőit annak laptörténete sorolja fel. Ez a jelzés csupán a megfogalmazás eredetét és a szerzői jogokat jelzi, nem szolgál a cikkben szereplő információk forrásmegjelöléseként.